# Rene Russo
Pour les articles homonymes, voir Russo.
Rene Marie Russo, dite Rene Russo, est une actrice et productrice américaine, née le 17 février 1954 à Burbank, en Californie, aux (États-Unis).
Après des débuts dans le mannequinat, elle est révélée au grand public par le film Les Indians (Major League) (1989).
Propulsée au rang de star, elle tourne dans un grand nombre de films, dans les années 1990, aux côtés de grandes stars hollywoodiennes : Dans la ligne de mire (1993), Alerte ! (1995), Get Shorty (1995), Tin Cup (1996), La Rançon (1996), L'Arme fatale 4 (1998), Thomas Crown (1999).
La décennie suivante, elle se retire à la suite des échecs successifs des films Les Aventures de Rocky et Bullwinkle (2000), Showtime (2002), Big Trouble (2002), Two for the Money (2005) et Une famille 2 en 1 (2005). Elle diversifie ses activités, s'occupe de sa fille et traite sa bipolarité. 
Elle opère un retour progressif, dans les années 2010, en alternant premiers et rôles secondaires dans des productions comme dans des films de l'univers cinématographique Marvel Thor (2011), Thor : Le Monde des ténèbres (2013). Son interprétation dans Night Call (2014) la remet en lumière et est acclamée. Par la suite, elle joue dans Le Nouveau Stagiaire (2015), Just Getting Started (2017) et Velvet Buzzsaw (2019).

## Biographie

### Jeunesse et formation
Rene Marie Russo naît le 17 février 1954 à Burbank, en Californie, aux (États-Unis), est américaine d'origine italienne, fille de Shirley Jean (secrétaire et serveuse) et de Nino Russo (sculpteur et mécanicien automobile), qui abandonna la famille quand elle avait 2 ans. Elle a grandi avec sa sœur, Toni, et leur mère célibataire.
Elle n'a que 10 ans lorsqu'elle est atteinte d'une importante scoliose qui l'oblige à porter un corset encombrant.
Elle est en classe avec Ron Howard à l'école secondaire John Burroughs de Burbank, mais abandonne avant la fin des études, un abandon en partie provoqué par le harcèlement qu'elle subissait à l'époque concernant son physique atypique.
À cause de la précarité financière de sa famille, elle occupe de petits emplois à temps partiel, comme employée d'une usine d'optique ou caissière de cinéma,.

### Carrière

#### Débuts dans le mannequinat
En 1972, elle est remarquée au cours d'un concert des Rolling Stones par un agent de International Creative Management. 
Elle signe un contrat avec l'Agence Ford et de fait obtient quelques résultats : elle fait par exemple la couverture de Vogue.
C'est ainsi que passent les années 1970 et 1980, alors qu'elle commence à s'intéresser à l'art dramatique en suivant quelques cours et en jouant dans divers théâtres de Los Angeles.
À l'approche de la trentaine, elle prend sa retraite de mannequin.

#### Révélation et succès au cinéma
Elle fait ses débuts dans une série télévisée en 1987, avec un second rôle dans la série Sable. Cette série télévisée, basée sur le comic book du même nom, est cependant un échec et est annulée rapidement. Elle marque aussi les débuts de Lara Flynn Boyle dans un petit rôle lors du pilote.
Deux ans plus tard en 1989, elle décroche le rôle qui la fera connaître au grand public, celui de la petite amie du personnage principal, incarné par Tom Berenger, dans la comédie Les Indians (Major League). Ce film décroche la première place du box-office américain à sa sortie, un succès. À la suite de cela, elle se spécialise, un temps, dans des rôles de copine sexy.
En 1990, elle seconde James Belushi dans la comédie fantastique Monsieur Destinée. L'année suivante, elle joue dans le film policier Un bon flic aux côtés de Michael Keaton.
Mais sa notoriété augmente, surtout, grâce à sa participation à la comédie policière L'Arme fatale 3, troisième volet de la série de films à succès, qui sort en 1992. Elle y incarne une policière sexy qui fait tourner la tête de Mel Gibson et séduit le public. La même année, sort plus discrètement Freejack, un film de science-fiction réalisé par Geoff Murphy, avec Emilio Estevez et Anthony Hopkins.
Ces deux productions lui valent ses premières citations lors de remises de prix. Elle est en lice pour le Saturn Award de la meilleure actrice dans un second rôle grâce à Freejack et elle obtient une nomination aux populaires MTV Movie & TV Awards grâce à L'Arme fatale 3.
Entre 1992 et 2002, elle participe, au moins, à un grand film par an.
En effet, pendant les années 1990, elle contribue à divers films qui sont des succès commerciaux, tels Dans la ligne de mire (1993) faisant craquer Clint Eastwood, elle joue dans le film catastrophe Alerte ! avec Dustin Hoffman et Morgan Freeman (1995), un film qui raconte l'histoire d'une épidémie de virus mortel introduit accidentellement dans une petite ville.
Mais encore la satire d'Hollywood de Barry Sonnenfeld, Get Shorty (1995) jouant de son sex-appeal avec John Travolta et Gene Hackman ainsi que La Rançon (1996) de Ron Howard, partageant pour l'occasion, à nouveau la vedette aux côtés de Mel Gibson. Puis, Tin Cup (1996) de Ron Shelton avec Kevin Costner.
Alors au sommet de sa carrière, elle est en lice pour le Golden Apple Awards de la star féminine de l'année, en 1996.
En 1998, elle retrouve le personnage de Lorna Cole pour L'Arme fatale 4, le dernier opus d'une tétralogie commencée en 1987. Un franc succès qui clôture une saga cinématographique très lucrative. Cette production lui permet de remporter le Blockbuster Entertainment Awards de la meilleure actrice dans un second rôle.
Elle clôt cette décennie, en tenant le premier rôle féminin de la sombre romance Thomas Crown de John McTiernan avec Pierce Brosnan. Il s'agit d'un remake du film L'Affaire Thomas Crown de Norman Jewison sorti en 1968. Elle y reprend le rôle autrefois incarné par Faye Dunaway. Cette adaptation est plébiscitée par les critiques, et confirme ce succès au box-office.

#### Déconvenues et retrait
L'an 2000, elle est à l'affiche du film d'animation Les Aventures de Rocky et Bullwinkle. Ce film germano-américain réalisé par Des McAnuff est cependant un échec cuisant et ne rembourse même pas son budget de production. Un accueil controversé, lui valant à la fois une proposition au Razzie Awards et pour le Saturn Awards de la meilleure actrice secondaire.
Autre déconvenue avec la comédie d'action Showtime, sortie en 2002, avec Eddie Murphy et Robert De Niro comme têtes d'affiche, qui en dépit d'une troisième place à sa sortie, ne parvint pas non plus à rembourser son budget. La même année, elle tourne, une deuxième fois, sous la direction de Barry Sonnenfeld pour le thriller Big Trouble, rejoignant ainsi une large distribution composée de Tim Allen, Stanley Tucci, Tom Sizemore, Johnny Knoxville et beaucoup d'autres. Un flop financier et une réception critique en demi-teinte.
En 2005, après deux années discrètes, elle revient dans deux productions différentes. D'abord, la comédie familiale Une famille 2 en 1 avec Dennis Quaid. Puis, le drame sportif, qu'elle produit, Two for the Money donnant la réplique à Al Pacino et Matthew McConaughey. Le scénariste Dan Gilroy, mari de l'actrice, a écrit le rôle spécialement pour son épouse. Le prénom de son personnage, Toni, est aussi le prénom de la sœur de Rene Russo.
Puis, elle marque une longue pause dans sa carrière afin de privilégier sa famille et sa santé.

« Je travaillais constamment. Je ne faisais jamais vraiment de pause. Je pense juste que je me suis heurtée à un mur. Même émotionnellement. Je n'étais pas en état de faire un autre film. J'étais déprimée. Ce n'était pas le bon moment. Je voulais faire autre chose mais je ne savais pas comment. »

Pendant cette pause, elle regarde de nombreux documentaires sur l'histoire, afin de combler ses lacunes liées à une scolarité difficile. Elle travaille aussi pour le département de l'eau et de l'énergie de Los Angeles dans le but de revitaliser les zones forestières en pleine période de sécheresse en Californie,.
Elle lance sa propre entreprise, White Cow Dairy, propriétaire d'une quarantaine de vaches, elle produit ainsi du lait et du yaourt, dans le nord de New York,.
C'est lors de rencontres avec des fans qu'elle envisage, progressivement, de faire son retour,.

#### Retour progressif

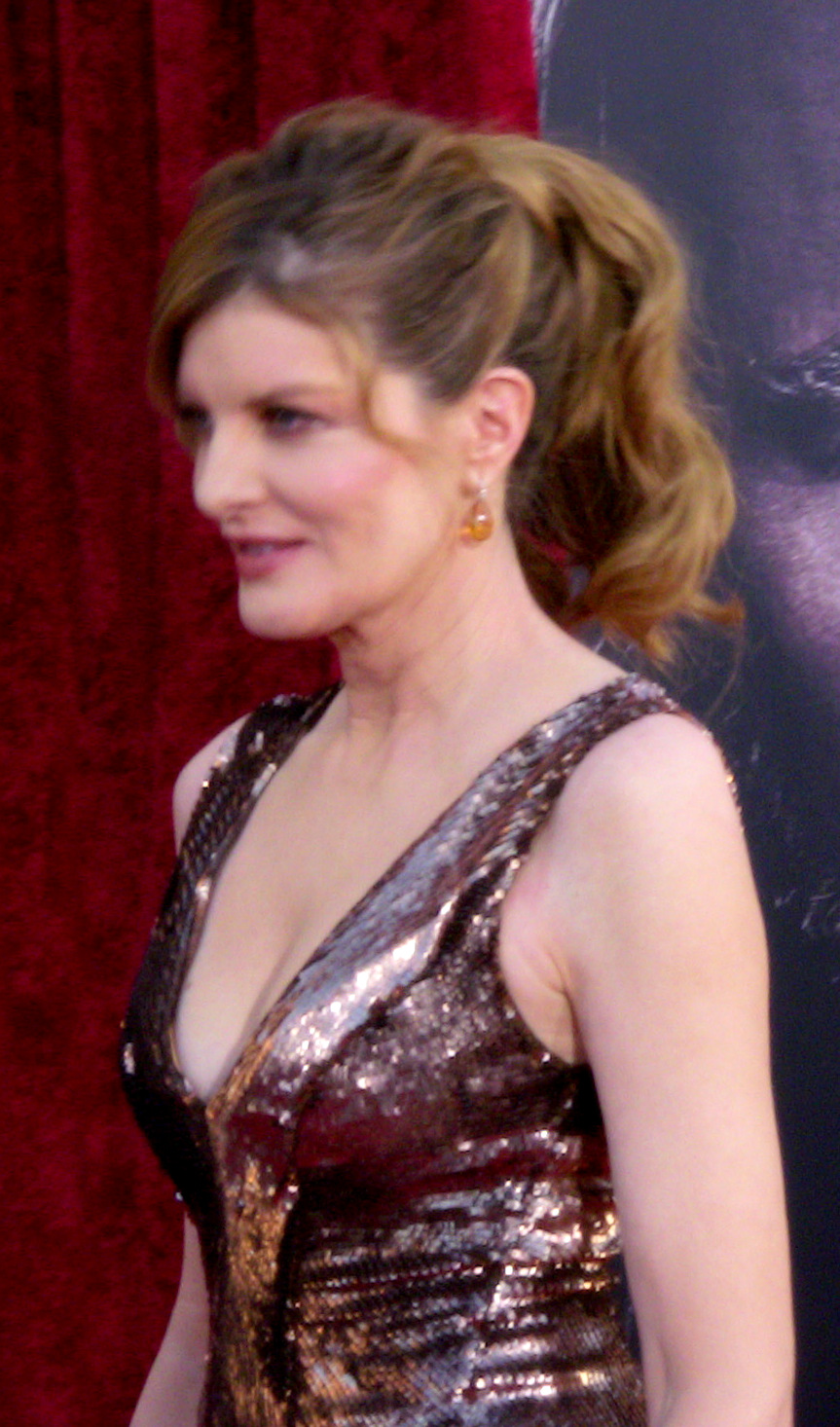
Lors d'une avant-première du film Thor, en mai 2011.

En 2011, après six ans d’absence et être convaincue par sa fille de retrouver sa carrière, elle réapparaît dans Thor de Kenneth Branagh, en tant que Frigga, la reine d'Asgard. Le film fait partie de l'univers cinématographique Marvel (dans la phase I et en tant que 4e étape) et met en scène les personnages des séries de bandes dessinées Marvel intitulées Journey into Mystery et The Mighty Thor, créées par Stan Lee, Larry Lieber et Jack Kirby. Ce blockbuster lui permet de renouer avec les hauteurs du box-office rencontrant un large succès et déclenchant une série de films autour du personnage principal.
Deux ans plus tard, elle est donc à l'affiche du second volet de ces aventures, Thor : Le Monde des ténèbres, dont les recettes sont encore supérieures au premier film.
Mais c'est en 2014 qu'elle fait réellement un retour remarqué et salué, avec le thriller Night Call porté par Jake Gyllenhaal et première réalisation de son mari. Elle y incarne une responsable des programmes d'une chaîne de télévision, prête à tout pour faire de l'audience, un rôle spécialement écrit pour elle. Le film suscite l'engouement des critiques et attire l'attention,, avec son faible budget de 8,5 millions de dollars, il est largement rentabilisé. Il vaut à Rene Russo une multitude de citations lors de prestigieuses cérémonies de remises de prix. Elle remporte notamment le Saturn Award de la meilleure actrice dans un second rôle et est en lice pour le BAFTA Award de la meilleure actrice dans un rôle secondaire.
Ce rôle lui vaut aussi le prix de la meilleure actrice dans un second rôle lors des Grownups Awards 2015 à Beverly Hills, lors de son discours, elle remerciera son agent, John Crosby, d'avoir été sa figure parentale ainsi que sa professeur d'espagnol qui lui a évité une tentative de suicide durant sa jeunesse.
De retour sur le devant de la scène, elle retrouve Robert De Niro pour la comédie Le Nouveau Stagiaire de Nancy Meyers, sortie en 2015, avec Anne Hathaway. Le film est un succès au box-office. La même année, elle tourne pour le cinéma indépendant la comédie Frank et Cindy face à Oliver Platt.
Cela ne l'éloigne pas pour autant de projets plus modestes, tel que la comédie d'action Just Getting Started de Ron Shelton, jouant le premier rôle féminin entourée de Morgan Freeman et Tommy Lee Jones. En dépit de fortes têtes d'affiche, cette production commercialisée en 2017 ne rencontre pas le succès escompté,.
En 2019, elle collabore une nouvelle fois avec son époux Dan Gilroy et Jake Gyllenhaal pour Velvet Buzzsaw, un film d'horreur de la plateforme Netflix. Cette production attire l'attention mais divise la critique,,. La même année, elle rejoint la large distribution d'Avengers: Endgame, qui deviendra par la suite le plus gros succès du box-office mondial .

### Vie privée
Mariée au réalisateur et scénariste Dan Gilroy depuis 1992, elle a une fille, Rose, et réside à Brentwood, (Los Angeles, Californie). Le couple s'est rencontré sur le tournage du film Freejack et s'est marié peu de temps après.
Rose Gilroy n'était qu'une pré-adolescente lorsque sa mère prit un congé sabbatique. Elle suit désormais ses traces et signe, en 2016, pour la prestigieuse agence de mannequin Elite Model Management.
En 2014, invitée du talk-show de Queen Latifah, elle révèle être atteinte de bipolarité depuis son enfance,. Quelques semaines plus tard, c'est sur le plateau de Good Morning America qu'elle poursuit ses confessions et révèle que son traitement l'aide vraiment à gérer sa maladie, l'actrice souhaitant sensibiliser le grand public à ce sujet.

« Concernant la bipolarité, ce dont les gens n'ont pas besoin, c'est de se sentir mal parce qu'ils aiment prendre des médicaments. Vous pouvez réussir. »

## Filmographie

### Cinéma

#### Longs métrages
- 1988 : Meanwhile in Santa Monica de David Gamburg : Elena
- 1989 : Les Indians (Major League) de David S. Ward : Lynn Wells
- 1990 : Monsieur Destinée (Mr. Destiny) de James Orr : Cindy Jo Bumpers
- 1991 : Un bon flic (One Good Cop), de Heywood Gould : Rita Lewis
- 1992 : Freejack de Geoff Murphy : Julie Redlund
- 1992 : L'Arme fatale 3 (Lethal Weapon 3) de Richard Donner : Lorna Cole
- 1993 : Dans la ligne de mire (In the Line of Fire) de Wolfgang Petersen : Lilly Raines
- 1994 : Major League II de David S. Ward : Lynn (caméo)
- 1995 : Alerte ! (Outbreak) de Wolfgang Petersen : Robby Keough
- 1995 : Get Shorty de Barry Sonnenfeld : Karen Flores
- 1996 : Tin Cup de Ron Shelton : Dr Molly Griswold
- 1996 : La Rançon (Ransom) de Ron Howard : Kate Mullen
- 1997 : Mon copain Buddy (Buddy) de Caroline Thompson : Mme Gertrude « Trudy » Lintz
- 1998 : L'Arme fatale 4 (Lethal Weapon 4) de Richard Donner : Lorna Cole
- 1999 : Thomas Crown (The Thomas Crown Affair) de John McTiernan : Catherine Olds Banning
- 2000 : Les Aventures de Rocky et Bullwinkle (The Adventures of Rocky & Bullwinkle) de Des McAnuff : Natasha Fatale
- 2002 : Showtime de Tom Dey : Chase Renzi
- 2002 : Big Trouble de Barry Sonnenfeld : Anna Herk
- 2005 : Two for the Money de D. J. Caruso : Toni Morrow
- 2005 : Une famille 2 en 1 (Yours, Mine and Ours) de Raja Gosnell : Helen North
- 2011 : Thor de Kenneth Branagh : Frigga, reine d'Asgard[44]
- 2013 : Thor : Le Monde des ténèbres (Thor: The Dark World) d'Alan Taylor : Frigga, reine d'Asgard
- 2014 : Night Call (Nightcrawler) de Dan Gilroy : Nina Romina
- 2015 : Frank and Cindy de G.J. Echternkamp : Cindy
- 2015 : Le Nouveau Stagiaire de Nancy Meyers : Fiona
- 2017 : Just Getting Started de Ron Shelton : Suzie
- 2019 : Velvet Buzzsaw de Dan Gilroy : Rhodora Haze
- 2019 : Avengers: Endgame de Anthony et Joe Russo : Frigga, reine d'Asgard

### Télévision

#### Séries télévisées
- 1987-1988 : Sable : Eden Kendell (rôle principal - 7 épisodes)
- 2021 : Loki : Frigga (saison 1, épisodes 1 et 4, images d'archive des films)

#### Téléfilm
- 1999 : The Free Willy Story - Keiko's Journey Home de Raymond Chavez : la narratrice (voix)

### En tant que productrice
- 2005 : Two for the Money de D. J. Caruso

## Distinctions
Sauf indication contraire ou complémentaire, les informations mentionnées dans cette section peuvent être confirmées par la base de données IMDb.

### Récompenses
- Blockbuster Entertainment Awards 1999 : meilleure actrice dans un second rôle dans un film d'action pour L'Arme fatale 4
- 19e cérémonie des San Diego Film Critics Society Awards 2014 : meilleure actrice dans un second rôle pour Night Call
- AARP Movies for Grownups Awards 2015 : meilleure actrice dans un second rôle pour Night Call
- 41e cérémonie des Saturn Awards 2015 : meilleure actrice dans un second rôle pour Night Call

### Nominations
- MTV Movie & TV Awards 1993 : meilleur scène de baiser pour L'Arme fatale 3, nomination partagée avec Mel Gibson
- 19e cérémonie des Saturn Awards 1993 : meilleure actrice dans un second rôle pour Freejack
- Awards Circuit Community Awards 1996 : meilleure distribution pour La rançon[45]
- 2e cérémonie des Screen Actors Guild Awards 1996 : meilleure distribution pour Get Shorty[46]
- Golden Apple Awards 1996 : Star féminine de l'année
- Blockbuster Entertainment Awards 2000 : meilleure actrice dans un film dramatique pour Thomas Crown
- The Stinkers Bad Movie Awards 2000 : pire actrice dans un second rôle pour Les aventures de Rocky & Bullwinkle
- 21e cérémonie des Razzie Awards 2001 : pire actrice dans un second rôle pour Les aventures de Rocky & Bullwinkle
- 27e cérémonie des Saturn Awards 2001 : meilleure actrice dans un second rôle pour Les aventures de Rocky & Bullwinkle
- The Stinkers Bad Movie Awards 2005 : pire couple à l'écran pour Une famille 2 en 1, nomination partagée avec Dennis Quaid
- AARP Movies for Grownups Awards 2006 : meilleure histoire d'amour pour Two for the Money, nomination partagée avec Al Pacino
- Awards Circuit Community Awards 2014 : meilleure actrice dans un second rôle pour Night Call
- Detroit Film Critics Society 2014 : meilleure actrice dans un second rôle pour Night Call
- Golden Schmoes Awards 2014 : meilleure actrice dans un second rôle pour Night Call
- IGN Summer Movie Awards 2014 : meilleure actrice dans un second rôle pour Night Call
- Indiewire Critics' Poll 2014 : meilleure actrice dans un second rôle pour Night Call
- Los Angeles Film Critics Association Awards 2014 : meilleure actrice dans un second rôle pour Night Call
- Village Voice Film Poll 2014 : meilleure actrice dans un second rôle pour Night Call
- 68e cérémonie des British Academy Film Awards 2015 : meilleure actrice dans un rôle secondaire pour Night Call
- Críticos de Cinema Online Portugueses Awards 2015 : meilleure actrice dans un second rôle pour Night Call
- Denver Film Critics Society 2015 : meilleure actrice dans un second rôle pour Night Call
- Georgia Film Critics Association 2015 : meilleure actrice dans un second rôle pour Night Call
- International Cinephile Society Awards 2015 : meilleure actrice dans un second rôle pour Night Call
- International Online Cinema Awards 2015 : meilleure actrice dans un second rôle pour Night Call
- National Society of Film Critics Awards 2015 : meilleure actrice dans un second rôle pour Night Call
- North Carolina Film Critics Association 2015 : meilleure actrice dans un second rôle pour Night Call
- Online Film & Television Association 2015 : meilleure actrice dans un second rôle pour Night Call
- Seattle Film Critics Awards 2015 : meilleure actrice dans un second rôle pour Night Call

## Voix françaises
En France, Véronique Augereau est la voix française régulière de Rene Russo.
Au Québec, Hélène Mondoux est la voix québécoise régulière de l'actrice. 
En France
- Véronique Augereau[47] dans :
  - L'Arme fatale 3
  - Alerte !
  - Get Shorty
  - Tin Cup
  - L'Arme fatale 4
  - Thomas Crown
  - Les Aventures de Rocky et Bullwinkle
  - Showtime
  - Two for the Money
  - Une famille 2 en 1
  - Thor
  - Thor : Le Monde des ténèbres
  - Night Call
  - Le Nouveau Stagiaire
  - Velvet Buzzsaw
  - Avengers: Endgame
  - Loki (série télévisée)

- Micky Sébastian dans :
  - Un bon flic
  - Freejack

- Emmanuèle Bondeville dans : 
  - Dans la ligne de mire
  - Mon copain Buddy

et aussi
- Martine Meirhaeghe (*1949 - 2016) dans Monsieur Destinée
- Sophie Deschaumes dans La Rançon
- Gaëlle Savary dans Frank and Cindy[47]

Au Québec
- Hélène Mondoux[48] dans :
  - L'Épidemie
  - C'est le petit qu'il nous faut
  - Le Pro
  - La Rançon
  - L'Arme fatale 4
  - Les Aventures de Rocky et Bullwinkle
  - Flics en direct
  - Pris au jeu
  - Les Tiers, les Miens et les Nôtres
  - Thor
  - Thor : Un monde obscur
  - Le Rôdeur
  - Le Stagiaire
  - Just Getting Started
  - Avengers : Phase finale

- Claudine Chatel[48] dans :
  - Monsieur Destin
  - Sur la ligne de feu

et aussi
- Élise Bertrand dans Freejack[48]
- Marie-Andrée Corneille dans L'Arme fatale 3[48]